# Stiftung St. Martin
Die Stiftung St. Martin wurde 1992 vom Schweizer Unternehmer Alfred Müller mit Sitz in Baar im Kanton Zug im Zeichen internationaler Solidarität gegründet. Alfred Müller ist Gründer der Alfred Müller AG. Zweck der Stiftung ist die „Unterstützung des Entwicklungsprojektes "L'eau c'est la vie" in Otélé, Kamerun; kann weltweit auch andere Projekte unterstützen oder als Sozialwerk tätig sein“. Ihr aktueller Schwerpunkt liegt auf dem Trinkwasserprojekt "Wasser ist Leben" in Kamerun.

## Tätigkeitsgebiete
Die Stiftung St. Martin unterstützt seit ihrer Gründung hauptsächlich das Trinkwasserprojekt Wasser ist Leben. Dieses erstellt im Süden Kameruns Brunnen für die ländliche Bevölkerung. Es wurde 1989 vom Engelberger Benediktinerpater Urs Egli lanciert und steht seit Beginn unter Schweizer Leitung. Zentrum des Projekts ist Otélé, Kamerun. Bisher hat Wasser ist Leben über 1500 Brunnen in fast ebenso vielen Dorfgemeinschaften erstellt und damit mehr als 420'000 Menschen einen zuverlässigen Zugang zu sauberem Trinkwasser verschafft.
Trotz Eigenleistungen der lokalen Bevölkerung ist die Stiftung St. Martin für den Brunnenbau und -unterhalt auf Spenden angewiesen. Die Stiftung und die Projektleitung vor Ort versuchen, bei internationalen Organisationen, der Europäischen Union, der Eidgenossenschaft, den Schweizer Kantonen, Einwohner- und Kirchgemeinden, Service-Clubs, Firmen und Privatpersonen die nötigen finanziellen Mittel zu erhalten.

## Wirtschaftliche Eckdaten
Das Gründungskapital laut Eigendarstellung der Stiftung beträgt 2,5 Millionen Schweizer Franken.

## Geschichte
Die Stiftung wurde im Jahr 1992 von Alfred Müller gegründet, um das Projekt "Wasser ist Leben" finanziell abzusichern. Alfred Müller ist Inhaber des Immobilienunternehmens Alfred Müller AG in Baar, einer führenden Schweizer Generalunternehmung. Alfred Müller ist Präsident und sein Sohn Michael Müller Mitglied des Stiftungsrates der Stiftung St. Martin.
Das Projekt "Wasser ist Leben" geht auf die Initiative des Engelberger Benediktinerpaters Urs Egli zurück, der sich als Leiter der Missionsstation Otélé im Süden Kameruns mit einer hohen Kindersterblichkeit und einem schlechten Gesundheitszustand der Bevölkerung konfrontiert sah. Ursache der weitverbreiteten Infektionskrankheiten war das verschmutzte Wasser, das die Menschen aus offenen Gewässern schöpften. Pater Urs Eglis Idee war es, durch den Bau einfacher, solider Brunnen sauberes Wasser aus dem Boden zu fördern.